# Gildo Pastor
Gildo Pastor, född 6 oktober 1910, död 21 oktober 1990, var en monegaskisk fastighetsmagnat och diplomat.
Hans fastighetsbolag ägde mellan 3 000 och 4 000 bostäder i Monaco, det motsvarade 15-20% av furstendömets totala bostadsinnehav. Vid hans död uppskattades hans förmögenhet till att motsvara €20 miljarder. 1950 blev han utsedd till Libanons konsul i Monaco.
Han var far till Hélène Pastor, Michel Pastor och Victor Pastor och morfar till Gildo Pallanca Pastor.